# ضفادع الجدول
ضفادع الجدول أو ضفادع الجدول الجبلية (الاسم العلمي: Duellmanohyla)، جنس ضفادع من فصيلة الشرغوفيات. توجد في أواكساكا، المكسيك، وكذلك أمريكا الوسطى. وتتكاثر (تتوالد) في التيارات المائية.